# Piero Sicoli
Piero Sicoli (1954-) est un astronome amateur italien qui observe depuis l'observatoire astronomique de Sormano.

## Biographie
D'après le Centre des planètes mineures, Piero Sicoli a co-découvert 47 astéroïdes (numérotés) entre 1994 et 1998.
L'astéroïde (7866) Sicoli porte son nom.

## Astéroïdes découverts
| (6882) Sormano[1] | 5 février 1995    |
| (8106) Carpino[2] | 23 décembre 1994  |
| (8208) Volta[3] | 28 février 1995   |
| (8209) Toscanelli[3] | 28 février 1995   |
| (8935) Beccaria[2] | 11 janvier 1997   |
| (9111) Matarazzo[4] | 28 janvier 1997   |
| (9115) Battisti[4] | 27 février 1997   |
| (10387) Bepicolombo[4] | 18 octobre 1996   |
| (11145) Emanuelli[5] | 29 août 1997      |
| (11652) Johnbrownlee[4] | 7 février 1997    |
| (11970) Palitzsch[3] | 4 octobre 1994    |
| (12410) Donald Duck[3] | 26 septembre 1995 |
| (13158) 1995 UE[3] | 17 octobre 1995   |
| (14024) Procol Harum[3] | 9 septembre 1994  |
| (14103) Manzoni[6] | 1er octobre 1997  |
| (15379) Alefranz[5] | 29 août 1997      |
| (16749) Vospini[1] | 16 août 1996      |
| (17614) 1995 UT7[5] | 27 octobre 1995   |
| (18556) Battiato[4] | 7 février 1997    |
| (19398) Creedence[3] | 2 mars 1998       |
| (22500) Grazianoventre[6] | 26 juillet 1997   |
| (26197) Bormio[4] | 31 mars 1997      |
| (31244) 1998 DG11[6] | 19 février 1998   |
| (32931) Ferioli[3] | 26 septembre 1995 |
| (32944) Gussalli[4] | 19 novembre 1995  |
| (33049) 1997 UF5[6] | 25 octobre 1997   |
| (35316) Monella[2] | 11 janvier 1997   |
| (35334) Yarkovsky[4] | 31 mars 1997      |
| (39653) Carnera[3] | 17 octobre 1995   |
| (43956) Elidoro[4] | 31 mars 1997      |
| (43957) Invernizzi[4] | 7 février 1997    |
| (43993) Mariola[6] | 26 juillet 1997   |
| (46691) 1997 BK3[1] | 30 janvier 1997   |
| (48640) Eziobosso[3] | 17 octobre 1995   |
| (48643) Allen-Beach[4] | 20 octobre 1995   |
| (55810) Fabiofazio[3] | 4 octobre 1994    |
| (59087) Maccacaro[4] | 15 novembre 1998  |
| (69573) 1998 BQ26[6] | 28 janvier 1998   |
| (69961) Millosevich[4] | 15 novembre 1998  |
| (96583) 1998 VG34[4] | 15 novembre 1998  |
| (155410) 1996 CE2[3] | 15 février 1996   |
| (173146) 1995 UM[3] | 17 octobre 1995   |
| (219091) 1998 RF3[6] | 15 septembre 1998 |
| 1. avec Valter Giuliani 2. avec Marco Cavagna 3. avec Pierangelo Ghezzi 4. avec Francesco Manca 5. avec Paolo Chiavenna 6. avec Augusto Testa |                   |